# Montemagno (Calci)
Montemagno è una frazione del comune italiano di Calci, nella provincia di Pisa, in Toscana.

## Geografia fisica
Montemagno è situato a 114 m sul livello del mare sulle propaggini meridionali del Monte Serra dei Monti Pisani, lungo la valle del torrente Zambra di Montemagno (4 km). L'area della frazione è interessata da numerosi corsi d'acqua che vanno a immettersi nello Zambra fino a scendere a valle, che sono: il botro di Sant'Alessandra (1 km), il botro delle Felci (2 km), il botro dei Ronchi (1 km), il botro delle Conche (1 km), il botro del Reto (1 km) e il botro del Zuffone (1 km).
La frazione dista poco più di 2 km dal capoluogo comunale e circa 13 km da Pisa.

## Storia
Il borgo di Montemagno nacque in epoca alto-medievale ed è ricordata nella carta del 780 della fondazione dell'abbazia di San Savino. Esisteva allora una piccola cappella intitolata a San Gregorio Magno, mentre le due chiese parrocchiali della frazione, Santa Maria e San Martino, saranno documentate solo successivamente nei cataloghi dell'arcidiocesi di Pisa degli anni 1277 e 1371. Montemagno è nominato anche in una carta del 1180 della badia di San Michele in Borgo, e in un contratto enfiteutico del 1282 dove frate Ugo di San Frediano cedette a Pagano da Monte Magno diversi appezzamenti di terra della frazione. Nel 1238 i nobili di Montemagno aderirono alla lega ghibellina formatasi a Santa Maria a Monte, come si legge nel testo: «et pro omnibus et singulis hominibus et personis de Calci, et de Monte Magno, et de Caprona, et de Capitanìa Pedemontis». In questo luogo ebbero proprietà sin dagli inizi del XII secolo anche i canonici di Pisa, come si legge in un documento dell'anno 1101 del capitolo della Primaziale.
Nel 1375 tutta la valle di Calci, compreso quindi Montemagno, subì le invasioni e le razzie degli inglesi, così come dei fiorentini nell'anno 1441. Tra il XIII e il XIV secolo è documentata a Montemagno la presenza di un ospedale. La frazione fu comune autonomo sotto la Repubblica di Pisa e anche sotto i Medici, in quanto la si trova definita come "comunità" nel 1551 con una popolazione di 522 abitanti. Nel periodo lorenese Montemagno fu unito al comune di Vicopisano e passò sotto Calci solamente nel 1884.
Nel 1080 il paese ha dato i natali al 167º Papa della Chiesa Cattolica Eugenio III, che la Chiesa annovera e venera come Beato.
Nel 1745 sono censite a Montemagno 644 persone, mentre nel 1833 si contano 755 abitanti.
Tra lunedì 24 e giovedì 27 settembre 2018 un grosso incendio, di origine dolosa, ha lambito la frazione distruggendo 1400 ettari di bosco e danneggiando alcune case isolate sul crinale del monte.

## Monumenti e luoghi d'interesse

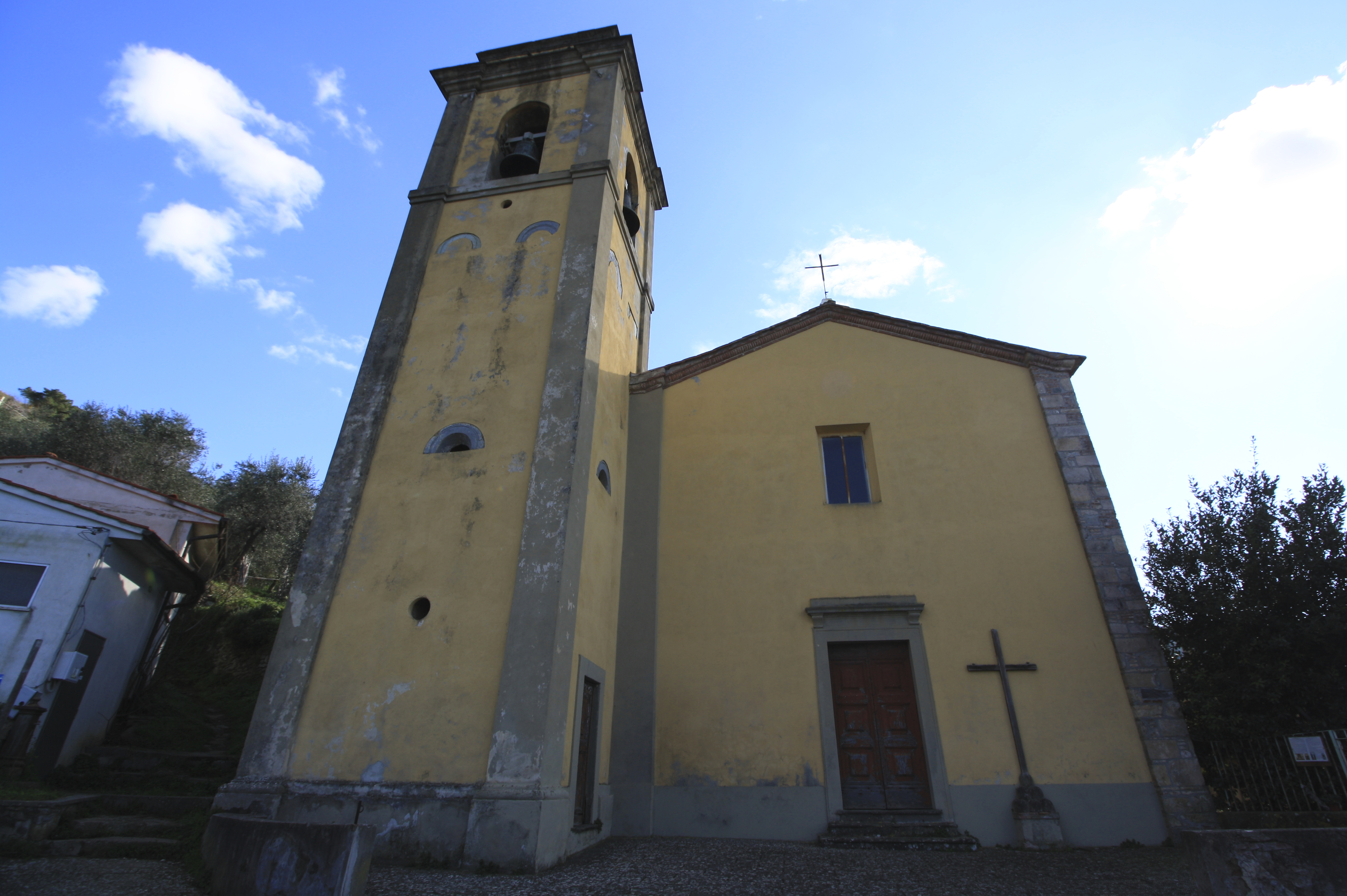
La chiesa di Santa Maria ad Nives

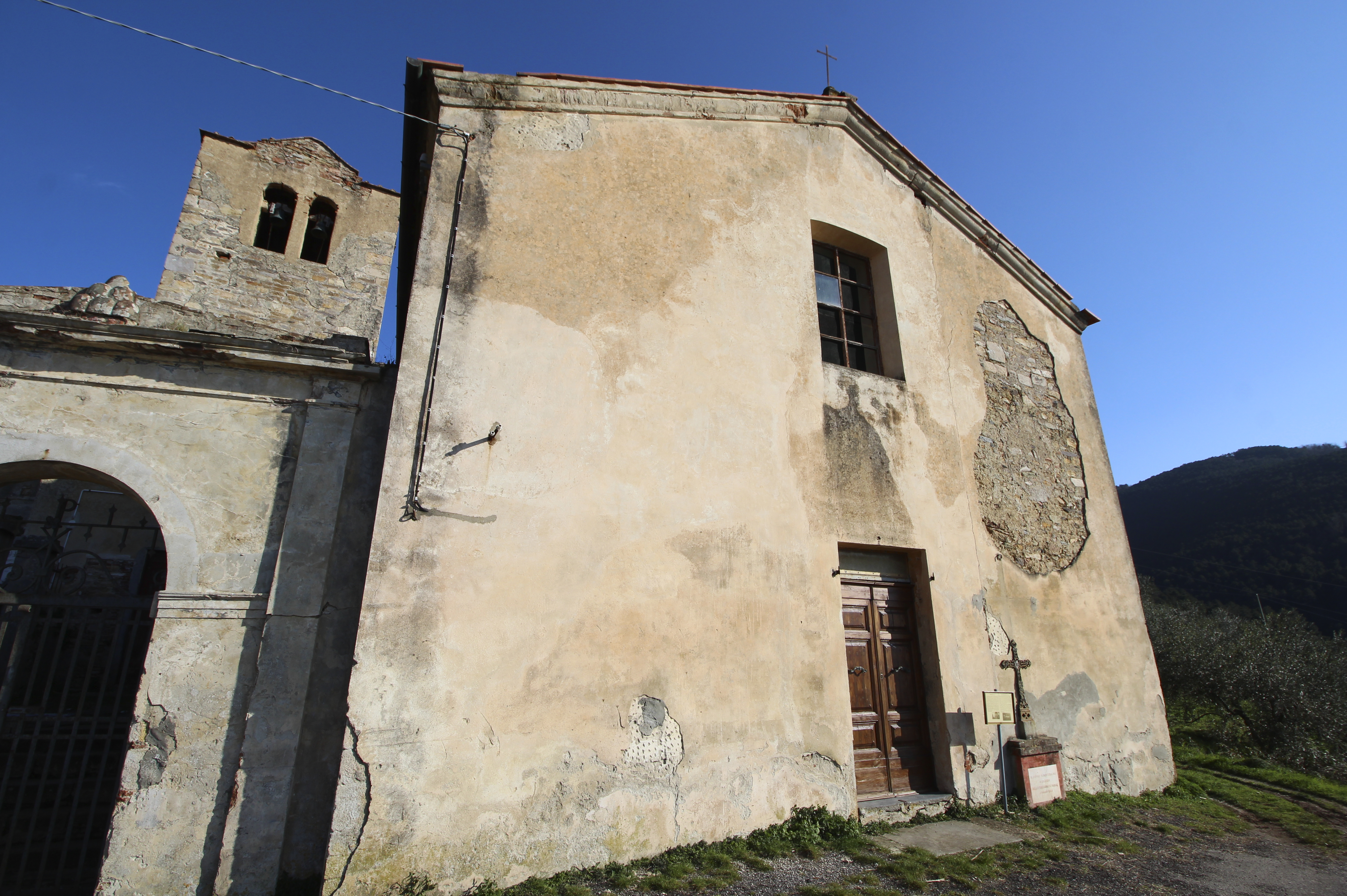
La chiesa di San Martino

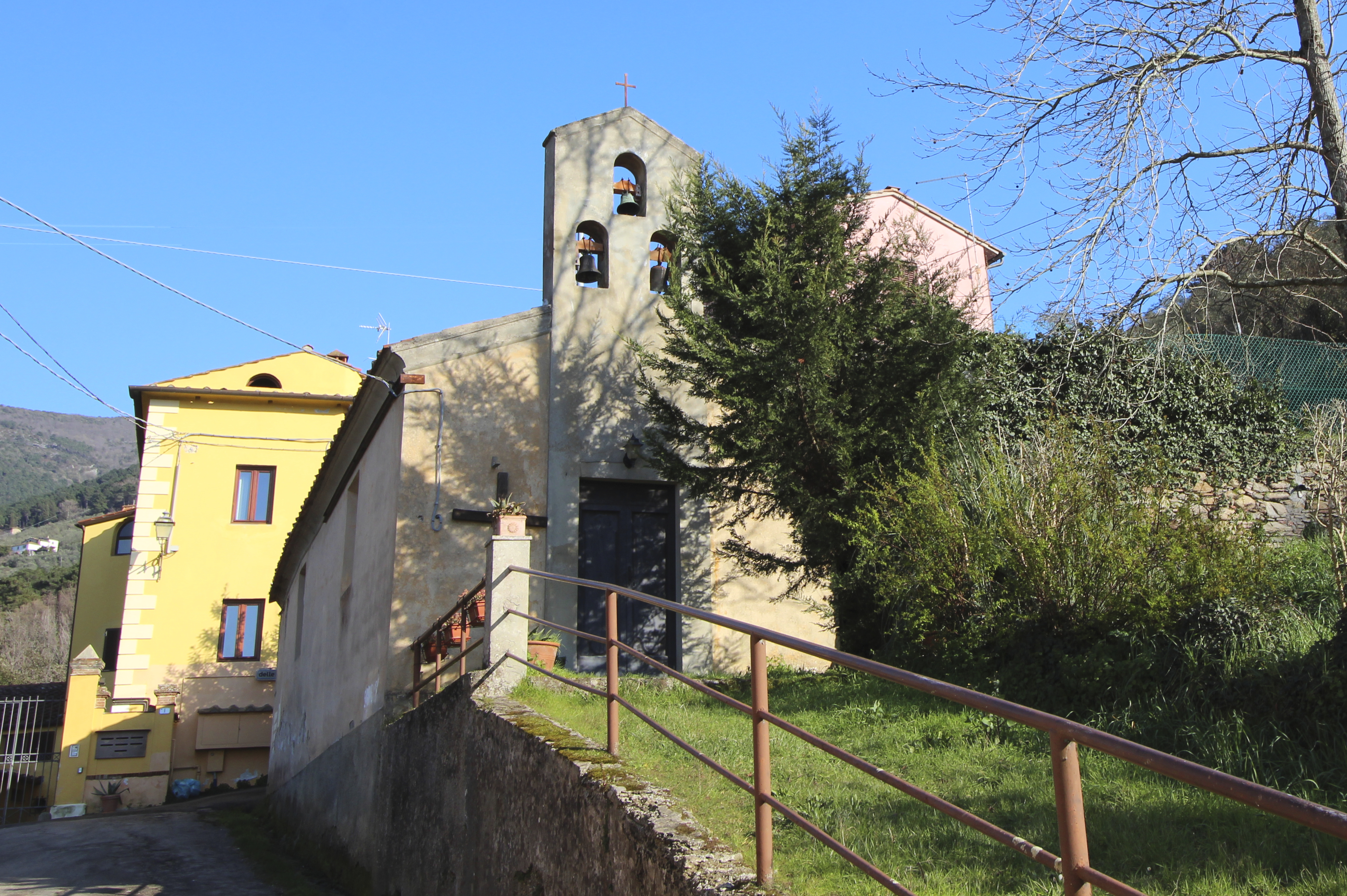
La chiesa di San Lorenzo

- Chiesa di Santa Maria ad Nives, chiesa parrocchiale della frazione, è attestata al 1179.[12]
- Chiesa di San Martino, piccola chiesa di origini incerte, è probabile che esistesse già prima dell'anno 1000, quando il territorio del Monte Pisano era giurisdizione dell'arcivescovo di Lucca.[12]
- Chiesa di San Lorenzo al Sasso, attestata per la prima volta nel 1174,[12] nel XIV secolo passò tra i beni del convento di Sant'Agostino a Nicosia.[12]
- Oratorio di San Rocco

## Geografia antropica
La frazione è indicata ufficialmente sullo statuto comunale come Montemagno-San Lorenzo, in quanto vi è compresa anche la località di San Lorenzo.

### San Lorenzo
San Lorenzo è una borgata situata nella valle di Montemagno, in direzione di Rezzano-Nicosia, ed era conosciuta anticamente con il toponimo di Anghio.
Posta nei pressi del Il Monte Verruca e la pietra verrucana, la località era sede di una chiesa parrocchiale intitolata a San Lorenzo, documentata dal XII secolo, poi aggregata a Santa Maria ad Nives di Montemagno. In una carta del 975 si legge di un «casale di Anghio» dato in enfiteusi dal vescovo Alberico ai figli del marchese Oberto, insieme ad altri beni nel piviere di Vicopisano. Alcuni terreni qui situati furono proprietà dei monaci di Nicosia in epoca moderna.